# ドラゴンボールZ クロスキーパーズ
『ドラゴンボールZ クロスキーパーズ』(DRAGON BALL Z X KEEPERZ)は、バンダイナムコオンラインより2018年3月20日にYahoo!ゲームで配信開始したブラウザゲーム。
2019年6月25日にサービス終了した。
配信当時は基本プレイ無料でアイテム課金が存在していた。
鳥山明の漫画『ドラゴンボール』の作中にて開催される「超天下一武道会」を舞台としており、バトルを4対4で進め、気力が溜まったら必殺技を放つ形式となっていた。

## 登場キャラクター
全編
- 孫悟空
- 孫悟飯
- クリリン
- ヤムチャ
- 天津飯
- ピッコロ
- 亀仙人
- ラディッツ
- ナッパ
- ベジータ
- 破壊神ビルス
- ウイス
- ミスター・サタン

フリーザ編
- フリーザ（最終形態）
- ザーボン
- ドドリア
- ギニュー
- リクーム
- バータ
- ジース
- グルド

人造人間・セル編
- セル（完全体）

魔人ブウ編
- 魔人ブウ（純粋）

究極のドラゴンボール編
- パン

超龍祭
- カリフラ
- ケール

超天下一武道会
- ゴクウブラック
- ザマス

劇場版ブロリー
- ゴジータ
- ブロリー

## 経歴
- 2019年1月8日 - 累計バトル回数が2000万回を突破したことを記念して、「2000万バトル突破記念キャンペーン」が開催されたほか、映画『ドラゴンボール超 ブロリー』との連動イベント第2弾「魂の激闘!三人の超戦士」が開催された[3]。

## 主題歌
- 「ドラゴンボールZ クロスキーパーズ テーマソング」（歌：サイキックラバー[4])